# Demócratas Chile
Die Partei „Demócratas Chile“ oder einfach Demócratas (Kurzbezeichnung: D) ist eine chilenische politische Partei, die im rechtszentristischen Spektrum angesiedelt ist.
Die Partei wurde am 2. November 2022 von ehemaligen Mitgliedern der Christlich-Demokratischen Partei (PDC), der Partei für Demokratie (PPD) und der Radikalen Partei Chiles (PR) gegründet. Die offizielle Anerkennung durch den Wahlrat Servel erfolgte am 28. Juli 2023.
Vorsitzende der Partei ist die Senatorin der Region Maule, Ximena Rincón, ehemalige Christdemokratin.
Demócratas versteht sich als Erbe der politischen Mitte, wie sie durch das historische Parteienbündnis Concertación vertreten wurde. Die Parteigründung erfolgte im Kontext des Referendums 2022, bei dem der Verfassungsentwurf der Verfassunggebenden Versammlung von einer Mehrheit der Wählerschaft abgelehnt wurde.